# Modificação pós-transcricional
As modificações pós-transcricionais representam o conjunto de modificações nos três tipos principias de RNA - tRNA, rRNA e mRNA - para gerar a forma funcional do RNA em questão, que desde modo estará apto a executar as suas funções. Este processo é vital para a  tradução correta dos genomas de eucariotas porque o RNAm precursor inicial produzido durante transcrição contém tanto exons (codificação ou seqüências importantes envolvidas na tradução), e introns (seqüências não-codificantes).

## Modificações em mRNA
O RNA mensageiro sofre três modificações pós-transcricionais antes de sua saída do núcleo para a síntese proteica. A primeira modificação é o capeamento do RNA, em que são adicionados uma sequência de três grupos fosfato, uma guanosina e um grupo metil à extremidade 5' do RNA. Essa modificação impede a ação de RNases sobre a fita de RNA e forma a ligação do mRNA ao ribossomo antes da tradução. A segunda modificação é a poliadenilação da extremidade 3' do RNA. Esse processo consiste na adição de várias adenosinas à extremidade 3' da fita de RNA. Essa modificação contribui para a saída da fita do núcleo e protege o RNA da ação de RNases. Por fim, o RNA sofre um processo chamado splicing, que consiste na retirada de pedaços de RNA que não são importantes para a síntese proteica (íntrons) e a junção dos pedaços que serão traduzidos (éxons). Após essas modificações, o RNA é enviado para o citoplasma, onde poderá ser traduzido.